# Osvaldo Faustini
Osvaldo Faustini (25 luglio 1956) è un ex maratoneta italiano.

## Biografia
Nel 1985, in squadra con Gelindo Bordin, Aldo Fantoni e Loris Pimazzoni vince la medaglia di bronzo a squadre nella Coppa Europa di maratona, tenutasi a Roma; nell'occasione, chiude la gara con un piazzamento individuale in sedicesima posizione. Nel 1985 e nel 1986 è stato per due volte di fila campione italiano di maratona, rispettivamente con tempi di 2h14'10" e 2h16'03".
Nel 1987 partecipa alla Coppa del mondo di maratona a Seul, piazzandosi al quinto posto nella maratona con il tempo di 2h12'57" (suo miglior tempo in carriera sulla distanza) e vincendo la medaglia d'oro a squadre. Nel medesimo anno ha anche gareggiato nella maratona dei Giochi del Mediterraneo, ritirandosi a gara in corso.
Nel 1989 ha nuovamente partecipato alla Coppa del Mondo di maratona, terminando la gara in quattordicesima posizione con un tempo di 2h14'21" e vincendo la medaglia d'argento a squadre.

## Campionati nazionali
1984
- 9º ai campionati italiani di maratona - 2h17'49"
- 30º ai campionati italiani di corsa campestre - 36'09"

1985
- Oro ai campionati italiani di maratona - 2h14'10"

1986
- Oro ai campionati italiani di maratona - 2h16'03"

1989
- 5º ai campionati italiani di maratona - 2h20'51"

1992
- 61º ai campionati italiani di corsa campestre

1993
- 10º ai campionati italiani di maratona - 2h22'55"

## Altre competizioni internazionali
1975
- 12º alla Cinque Mulini ( San Vittore Olona), gara juniores

1977
- Argento al Cross dell'Altopiano ( Clusone)

1978
- Oro a La Caminaa ( Navazzo), 30 km - 2h08'00"

1979
- 8º al Cross dell'Altopiano ( Clusone)

1980
- Oro a La Caminaa ( Navazzo), 19 km - 1h18'53"
- 7º al Cross dell'Altopiano ( Clusone) - 32'13"

1981
- Oro a La Caminaa ( Navazzo), 10 km - 33'02"
- 9º al Campaccio ( San Giorgio su Legnano) - 34'38"
- 10º al Cross di Volpiano ( Volpiano) - 33'31"

1982
- 8º al Campaccio ( San Giorgio su Legnano) - 34'17"
- 5º al Cross dell'Altopiano ( Clusone) - 32'02"

1983
- 32º alla Maratona di New York ( New York) - 2h15'53"
- 10º alla Maratona di Roma ( Roma) - 2h18'27"
- 13º alla Stramilano ( Milano) - 1h07'10"
- Oro alla Notturna di San Giovanni ( Cesena), 11,5 km - 35'18"
- Oro alla Dieci miglia del Garda ( Navazzo) - 33'01"[3]
- 4º al Giro Podistico di Rovereto ( Rovereto), 9,3 km - 27'56"
- 24º al Cross dell'Altopiano ( Clusone) - 38'08"

1984
- 15º alla Maratona di Chicago ( Chicago) - 2h15'46"
- Argento alla Maratona di Cesano Boscone ( Cesano Boscone) - 2h17'05"
- 19º all'Esagonale Corsa su Strada ( Soletta), 25 km - 1h19'13"
- 23º alla Mezza maratona di Brescia ( Brescia) - 1h07'31"
- 7º alla Corrida San Geminiano ( Modena), 13,1 km - 39'03"
- 6º al Giro al Sas ( Trento), 12 km - 37'46"
- Argento al Giro Podistico di Rovereto ( Rovereto), 8,7 km - 25'38"
- Argento al Cross della Vallagarina ( Villa Lagarina) - 26'05"
- 8º al Cross di Volpiano ( Volpiano) - 33'26"
- Argento al Cross della Valle del Chiese ( Storo) - 28'58"
- 10º al Cross dell'Altopiano ( Clusone)

1985
- Oro alla Maratona d'Italia ( Carpi) - 2h14'10"
- 10º al GP Villa Lucci ( Leonessa), 17,9 km - 56'09"
- Oro alla Ponte in Fiore ( Ponte in Valtellina), 9,4 km - 29'14"

1986
- 8º alla Maratona di New York ( New York) - 2h14'03"
- Oro alla Maratona di Roma ( Roma) - 2h16'03"
- 8º alla Stramilano ( Milano) - 1h03'30"
- Argento alla 20 km di Parigi ( Parigi) - 57'49"
- 19º all'Ellesse Shoes Trophy ( Corciano), 17,1 km - 53'59"
- 7º al Giro podistico internazionale di Castelbuono ( Castelbuono) - 35'23"
- 7º a La Caminaa ( Navazzo), 11,25 km - 35'10"
- 7º alla Scarpa d'oro ( Vigevano), 8 km - 24'05"
- Argento alla Gonnesa Corre ( Gonnesa), 7 km
- 21º alla Cinque Mulini ( San Vittore Olona) - 32'29"
- 11º al Campaccio ( San Giorgio su Legnano)
- Argento al Cross della Vallagarina ( Villa Lagarina) - 25'31"

1987
- 5º in Coppa del mondo di maratona ( Seul) - 2h12'57"
- Oro a squadre in Coppa del mondo di maratona ( Seul)
- 22º alla Maratona di New York ( New York) - 2h16'57"
- 5º alla Maratonina delle Quattro Porte ( Pieve di Cento) - 1h05'48"
- 13º al Giro podistico internazionale di Castelbuono ( Castelbuono) - 36'38"
- 12º alla Marcialonga dei Tre Ponti ( Bari), 11,5 km - 39'10"
- 9º al Giro Podistico di Rovereto ( Rovereto), 9,1 km - 28'04"

1988
- Argento alla Maratona di Roma ( Roma) - 2h16'55"
- Argento alla Maratona di Venezia ( Venezia) - 2h15'35"
- Argento alla Maratona di Palermo ( Palermo) - 2h15'21"
- 7º a La Vendemmia ( Nizza Monferrato), 30 km
- Bronzo alla Roma-Ostia ( Roma) - 1h04'36"
- 8º alla Stramilano ( Milano) - 1h04'40"
- Bronzo alla Mezza maratona di Monza ( Monza) - 1h04'13"
- 18º alla Mezza maratona di Lucca ( Lucca) - 1h07'05"
- Bronzo alla Dieci miglia del Garda ( Navazzo), 10 miglia - 48'46"
- 6º alla Corrida San Geminiano ( Modena), 13,1 km - 39'38"
- 15º al Giro podistico internazionale di Castelbuono ( Castelbuono)
- 11º alla Montefortiana Turà ( Monteforte d'Alpone) - 30'19"
- Oro al Gran Premio Undici Ponti di Comacchio ( Comacchio), 8 km - 26'06"
- Bronzo alla Gonnesa Corre ( Gonnesa), 7 km

1989
- 5º alla Maratona d'Italia ( Carpi) - 2h17'52"
- 14º alla Mezza maratona di Lucca ( Lucca) - 1h05'28"
- 6º alla Dieci miglia del Garda ( Navazzo), 10 miglia - 48'46"
- 14º al Giro podistico internazionale di Castelbuono ( Castelbuono) - 35'15"
- 5º alla Podistica Spilambertese ( Spilamberto), 11 km - 33'09"
- 19º al Cross di Alà dei Sardi ( Alà dei Sardi) - 34'57"

1990
- 7º alla Mezza maratona di Monza ( Monza) - 1h04'44"
- 6º alla Mezza maratona di Prato ( Prato) - 1h05'34"
- Argento alla Notturna di San Giovanni ( Cesena), 11,3 km
- Bronzo al Giro delle Piazze ( Brescia), 11 km - 32'46"
- 4º alla Notturna di San Giovanni ( Firenze) - 29'49"

1991
- Bronzo alla Maratona di Cesano Boscone ( Cesano Boscone) - 2h18'50"
- 88º alla Maratona di Londra ( Londra) - 2h18'30"
- 13º alla Mezza maratona del Garda ( Gargnano) - 1h05'34"
- 11º alla Mezza maratona di Monza ( Monza) - 1h06'51"
- 9º al Giro Media Blenio ( Dongio) - 33'44"
- 8º al Giro dei Due Sassi ( Matera), 11 km
- 24º al Cross della Vallagarina ( Villa Lagarina) - 29'49"
- Oro al Cross della Badia ( Badia)[4]

1992
- 6º alla Maratona di Toronto ( Toronto) - 2h18'54"
- 14º alla Stramilano ( Milano) - 1h05'35"
- 10º al Giro Media Blenio ( Dongio) - 34'50"
- Bronzo a La Ciaspolada ( Fondo)

1993
- 17º alla Maratona di Torino ( Torino) - 2h22'55"
- 25º alla Stramilano ( Milano) - 1h05'16"
- 6º alla Classica della Madonnina ( Modena), 13,19 km

1994
- 18º alla Maratona di Enschede ( Enschede) - 2h20'19"

1995
- 8º al Circuito di Riccione ( Riccione), 12 km

1997
- Bronzo a La Ciaspolada ( Fondo)